# Гарсия, Пабло (футболист, 2006)
Па́бло Гарси́я Ферна́ндес (исп. Pablo García Fernández; род. 15 августа 2006, Севилья) — испанский футболист, защитник клуба «Бетис».

## Клубная карьера
Гарсия — воспитанник клуба «Бетис». В 2023 году Анхель дебютировал за дублирующий состав. В 2025 году игрок был включён в заявку основной команды на сезон. 25 января 2025 года в матче против «Мальорки» он дебютировал в Ла Лиге.